# باشکوه (فیلم ۱۹۹۰)
باشکوه (به انگلیسی: Shandaar) فیلمی محصول سال ۱۹۹۰ و به کارگردانی وینود دوان است. در این فیلم بازیگرانی همچون میتون چاکرابورتی، مانداکینی، میناکشی سشادری، جوهی چاولا، قادرخان و دنی دنزونگپا ایفای نقش کرده‌اند.